# Donja Kupčina
 Donja Kupčina  falu Horvátországban Zágráb megyében. Közigazgatásilag Pisarovinához tartozik.

## Fekvése
Zágráb központjától 32 km-re, községközpontjától 6 km-re délnyugatra a Kulpa bal partján elterülő síkságon fekszik. A község egyik legjelentősebb települése kiterjedt szántókkal, rétekkel és erdőkkel. 

## Története
Donja Kupčina onnan kapta a nevét, hogy a Kupčina-patak a határában ömlik a Kulpába. Donja Kupčinát 1560-ban alapította Draskovich György zágrábi püspök. Szent Mária Magdolna tiszteletére szentelt plébániatemploma régen fából épült, 1672-ben falazott formában építették újjá. 1749-ben a régi templomot lebontották és kegyuraik a jaskai Erdődyek pénzügyi támogatásával új templomot építettek a helyére. 
A falunak 1857-ben 1559, 1910-ben 1974 lakosa volt. Trianon előtt Zágráb vármegye Pisarovinai járásához tartozott. Önkéntes tűzoltóegyletét 1933-ban alapították. 2001-ben a falunak 1087 lakosa volt. 

## Lakosság
| Lakosság változása | Lakosság változása | Lakosság változása | Lakosság változása | Lakosság változása | Lakosság változása | Lakosság változása | Lakosság változása | Lakosság változása | Lakosság változása | Lakosság változása | Lakosság változása | Lakosság változása | Lakosság változása | Lakosság változása |
| ------------------ | ------------------ | ------------------ | ------------------ | ------------------ | ------------------ | ------------------ | ------------------ | ------------------ | ------------------ | ------------------ | ------------------ | ------------------ | ------------------ | ------------------ |
| 1857               | 1869               | 1880               | 1890               | 1900               | 1910               | 1921               | 1931               | 1948               | 1953               | 1961               | 1971               | 1981               | 1991               | 2001               |
| 1559               | 1709               | 1736               | 1933               | 1954               | 1974               | 1974               | 2066               | 1843               | 1853               | 1697               | 1552               | 1381               | 1314               | 1087               |

## Nevezetességei
- Szent Mária Magdolna tiszteletére szentelt plébániatemploma[3] 1749-ben épült., amely mostanra elveszítette gazdagon díszített barokk berendezését, melyből csak az 1762-ben készített szószék maradt meg. Ez egy kisebb hordozható szószék, melyet elsősorban a nagy ünnepekkor tartott templomon kívüli prédikácókhoz használtak. A négy evangélista naiv ábrázolása és babérkoszúk díszítik.

- A falu kulturális örökségének és hagyományainak bemutatására a helyi néprajz szerelmesei 1973-ban falumúzeumot[4] alapítottak, ahol a régi házak, gazdasági épületek, berendezésük, használati tárgyaik tekinthetők meg. Ezeken keresztül bepillantást nyerhetünk Dunja Kupčina mindennapi életébe. A néprajzi kiállításon kívül természetrajzi gyűjtemény is megtekinthető.

- A falu kiterjedt erdeiben rengeteg vad él. Az itteni vadásztársaság fő bevételi forrása a szervezett vadászatok rendezése.